# Українська ластівка
«Українська Ластівка» — ілюстрований місячник для дітей, виходив 1933—1939 роках у Чернівцях, видавництва Товариства «Українська Школа»; редактори Василь Якубович, Омелян Драчинський, Теофіл Бриндзан, Микола Гарас, Каєтан Горвацький.
Допомагали в заснуванні журналу Катерина Чертенко-Костецька, Сидонія Никорович, Кость Радиш, Іван Герасимович зі Львова, ілюстрував перший випуск художник Євзебій Ліпецький.
з 1998 року однойменний журнал виходить у Чернівцях.